# Дружинин, Фёдор Васильевич
Фёдор Васильевич Дружинин (1930—2004) — советский передовик производства, составитель поездов станции Карымская Забайкальской железной дороги. Заслуженный работник транспорта РСФСР (1981). Герой Социалистического Труда (1981).

## Биография
Родился 26 февраля 1930 года в деревне Старый Починок Смоленской области в крестьянской семье.
В 1934 году Ф. В. Дружинин с семьёй переехал в Восточно-Сибирский край. В 1942 году окончил начальную Дор Урсовскую поселковую школу в поселке Шилкинского района Читинской области. С 26 февраля 1945 года, с пятнадцатилетнего возраста начал свою трудовую деятельность на Забайкальской железной дороге, сначала списчиком вагонов, в дальнейшем был техническим конторщиком и составителем поездов станции Карымская. С 1950 по 1953 годы служил в рядах Советской армии.
С 1953 года, после демобилизации из рядов Советской армии, продолжил работать на прежней должности. С 1953 по 1987 годы работал составителем поездов станции Карымская на Забайкальской железной дороге. Ф. В. Дружинин за весь период своей трудовой деятельности добивался выдающихся результатов по переработке и составлению вагонов. Избирался членом профсоюзного комитета Крымской станции, членом районного комитета и профсоюза отделения Забайкальской железной дороги.
28 февраля 1974 года Указом Президиума Верховного Совета СССР «за выдающиеся производственные достижения и выполнение социалистических обязательств» Фёдор Васильевич Дружинин был награждён Орденом Ленина
2 апреля 1981 года Указом Президиума Верховного Совета СССР «за выдающиеся производственные достижения, досрочное выполнение заданий десятой пятилетки и социалистических обязательств» Фёдор Васильевич Дружинин был удостоен звания Героя Социалистического Труда с вручением Ордена Ленина и золотой медали «Серп и Молот».
С 1987 по 1991 годы — оператор поста централизации на станции Карымская Забайкальской железной дороги.
С 1991 года вышел на заслуженный отдых, жил в посёлке городского типа Карымское Читинской области.
Скончался 16 августа 2004 года.

## Награды
- Медаль «Серп и Молот» (02.04.1981)
- Орден Ленина ((28.02.1974; 02.04.1981)
- Орден «Знак Почёта» (04.05.1971)

### Звания
- Заслуженный работник транспорта РСФСР (27.04.1981)
- Почётный гражданин Читинской области (1997[2])
- Почётный железнодорожник